# Sacramental Test Act 1828
Sacramental Test Act 1828 var ett beslut i Storbritanniens parlament från 1828, under Arthur Wellesley, hertig av Wellingtons tid som premiärminister. Lagen syftade till att ta bort det förbud som hade införts under Corporation Act 1661; detta förbud hindrade personer som inte var en del av den engelska kyrkan från att arbeta inom både den offentliga och privata sektorn. Endast personer som hade tagit del av sakramentet vid nattvarden under de senaste tolv månaderna fick möjligheten till denna typ av arbete och lagen hade slagit hårt mot Englands katoliker. I och med Sacramental Test Act 1828 fick katolikerna i England fler friheter, vilket senare utökades ytterligare året därpå via Roman Catholic Relief Act 1829.